# Kubaturu, Sorab
Kubaturu là một làng thuộc tehsil Sorab, huyện Shimoga, bang Karnataka, Ấn Độ.